# Roose Bolton
Roose Bolton é uma personagem fictícia  da série de livros de fantasia A Song of Ice and Fire, do autor norte-americano George R. R. Martin, e da série de televisão adaptada da literatura Game of Thrones. Introduzido no primeiro livro da saga, A Game of Thrones (1996), ele é o Lorde de Forte do Pavor, no Norte do continente de Westeros.
Bolton é um vassalo da Casa Stark, a família liderada pelo honorável lorde de Winterfell, Eddard "Ned" Stark, que governa o Norte de Westeros e a quem acaba traindo. Um homem frio e calculista, adepto do esfolamento humano – tradição de sua família, que ostenta em seu brasão de armas – tem um filho bastardo, Ramsay Bolton, que se revela um psicopata frio e sádico como o pai. Na série da HBO ele é interpretado pelo ator irlandês Michael McElhatton.

## Perfil
Roose Bolton é um homem gordo e liso de pelos no corpo, com uma face comum, sem barba e ordinária. Seu único traço digno de nota são seus olhos, sem cor como pedra e brancos como leite, estranhos como duas pequenas luas brancas. Ele tem sanguessugas aplicadas em sua pele pastosa e no peito pálido. Apesar de ter boas maneiras e ser paciente, é extremamente calculista e capaz de grande crueldade. Ele possui uma astúcia fria e grande habilidade para a estratégia. Sua voz é macia e sempre fala baixo, raramente levantando a voz, obrigando aqueles que o ouvem a fazê-lo atentamente.  Um importante lorde vassalo de Ned Stark, sua base é a fortaleza de Dreadfort, no Norte, e o brasão de sua Casa é um homem esticado e esfolado, tradição dos Bolton há séculos. É conhecido pelo apelido de "Lorde Sanguessuga" pelo costume de usá-las pelo corpo para melhorar sua saúde.
Uma personagem secundária na saga, suas ações e movimentos são geralmente descritos através dos olhos e da narrativa de outras personagens, como Catelyn Stark, Arya Stark e Theon Greyjoy/"Reek".

## Biografia

### Série literária
Em acontecimentos anteriores aos fatos narrados no primeiro livro da saga, antes do início da "Rebelião de Robert", Roose caçava na floresta de  Weeping Water quando cruzou com uma jovem e bela esposa de um moleiro. Desejando-a, enforcou seu marido para que o casamento não fosse conhecido, e a estuprou em frente ao corpo dele. Um ano depois, a mulher veio a seu castelo carregando um bebê, dizendo ser ele o bastardo de Roose, Ramsay. Ele quase o matou, até perceber que a criança tinha seu mesmo tom de olhos pálidos e traços parecidos. Bolton então deu o moinho à mulher e dinheiro para que ela criasse a criança. Mostrando sua crueldade e sadismo, mandou cortar a língua do irmão dela, para que Lorde Stark nunca soubesse do acontecido. Apesar das ordens em contrário de Roose, seu único filho legítimo, Domeric, procura o irmão bastardo Ramsay; Domeric morre pouco depois e Roose suspeita que Ramsay matou o irmão para se tornar o herdeiro dos Bolton; ele o traz para ser criado no castelo mas não o reconhece legitimamente.

#### A Game of Thrones
Roose Bolton está entre os lordes que viajam até Winterfell para ajudar Robb Stark, depois da execução de seu pai, em sua guerra contra os Lannister. Sua inteligência e prudência lhe dá o comando de parte das tropas do Norte quando o exército se divide nas Gêmeas, e lidera o ataque contra o  exército de Tywin Lannister em Green Fork; Roose perde a batalha e se retira com seus soldados sobreviventes para a elevação de Moat Cailin.

#### A Clash of Kings
Roose se casa com  Walda Frey"A Gorda", neta de Lorde Walder Frey, para forjar uma aliança entre as duas Casas. Ele também faz uma aliança com os Bravos Companheiros, um grupo de mercenários do continente de Essos empregados por Tywin, para ajudar os nortistas a capturarem  Harrenhal, nas Terras Fluviais, das forças dos Lannister que a estão ocupando. Após a vitória em Harrenhal, ele toma Arya Stark como sua servente à mesa, confundindo-a com uma plebeia qualquer.

#### A Storm of Swords
O líder dos mercenários, Vargo Hoat, traz Jaime Lannister como prisioneiro, depois de cortar uma de suas mãos, na esperança de que Roose fosse considerado o culpado, impedindo assim uma aliança entre a Casa Bolton e a Casa Lannister. Roose liberta Jaime e o manda de volta a Porto Real após este lhe assegurar que não iria culpá-lo pela amputação que sofreu. Roose então viaja para As Gêmeas para o casamento de Edmure Tully com Roslin Frey, na verdade uma armadilha para os Stark, e durante o que ficou conhecido como o Casamento Vermelho, os homens de Frey matam os Stark, os lordes e os soldados do Norte que os acompanhavam, com Roose Bolton degolando pessoalmente Robb, numa conspiração orquestrada por Tywin Lannister. Como recompensa, Bolton é nomeado como Guardião do Norte.

#### A Feast for CrowseA Dance with Dragons
Bolton retorna para o Norte com suas forças, reforçado por 2000 homens do exército de Walder Frey. Encontrando-se com Ramsay (a quem agora legitimou como filho) e com seu cativo Theon Greyjoy, ele viaja para Barrowton para o casamento de Ramsay com Jeyne Poole, uma amiga de infância de Sansa Stark, forçada a assumir a identidade de Arya Stark. Após saber que Stannis Baratheon capturou Deepwood Motte, ele decide mudar a cerimônia de casamento para Winterfell, agora sob seu domínio, para usá-la como isca para Stannis. Os Bolton e seus aliados do Norte (muitos deles pretendem traí-lo depois) permanecem na fortaleza após o casamento, preparando-se para o ataque de Stannis. A tensão é alta durante o casamento devido à raiva dos lordes com relação a Frey e o massacre do Casamento Vermelho. Três dos Frey que haviam viajado com Lorde Wyman Manderly de White Harbor, um importante ex-vassalo da Casa Stark, desapareceram no caminho e desconfia-se que seus corpos foram moídos e colocados em tortas de carne servidas por Wyman aos Frey e aos Bolton, comendo algumas ele mesmo. Lady Barbrey Dustin de Barrowton, a irmã mais nova de  Bethany Ryswell, a falecida segunda esposa de Bolton,  diz a Theon que ele não tem qualquer sentimento e joga com as pessoas por diversão. Quando um dos netos de Walder Frey, Pequeno Walder Frey, é encontrado morto, seu tio Hosteen Frey ataca Manderly levando a uma luta em que homens de White Harbor e dos Frey são mortos. Roose é forçado a mandar os dois embora de Winterfell para encontrar Stannis.

#### Genealogia
Descendentes de Roose Bolton.
|  |  |  |  |  |  |  |  |  |  |  |  |  |  |  |  |  |  |  |  |  |  | Bethany Ryswell | Bethany Ryswell | Bethany Ryswell | Bethany Ryswell | Bethany Ryswell | Bethany Ryswell |  |  |                  |                  |                  |                  |                  |                  |  |  | Roose  | Roose  | Roose  | Roose  | Roose  | Roose  |  |  | Walda "A Gorda" Frey | Walda "A Gorda" Frey | Walda "A Gorda" Frey | Walda "A Gorda" Frey | Walda "A Gorda" Frey | Walda "A Gorda" Frey |  |  |  |  |  |  |  |  |  |  |  |  |  |  |  |  |  |  |  |  |  |  |  |  |  |  |  |  |  |  |
|  |  |  |  |  |  |  |  |  |  |  |  |  |  |  |  |  |  |  |  |  |  | Bethany Ryswell | Bethany Ryswell | Bethany Ryswell | Bethany Ryswell | Bethany Ryswell | Bethany Ryswell |  |  |                  |                  |                  |                  |                  |                  |  |  | Roose  | Roose  | Roose  | Roose  | Roose  | Roose  |  |  | Walda "A Gorda" Frey | Walda "A Gorda" Frey | Walda "A Gorda" Frey | Walda "A Gorda" Frey | Walda "A Gorda" Frey | Walda "A Gorda" Frey |  |  |  |  |  |  |  |  |  |  |  |  |  |  |  |  |  |  |  |  |  |  |  |  |  |  |  |  |  |  |
|  |  |  |  |  |  |  |  |  |  |  |  |  |  |  |  |  |  |  |  |  |  |                 |                 |                 |                 |                 |                 |  |  |                  |                  |                  |                  |                  |                  |  |  |        |        |        |        |        |        |  |  |                      |                      |                      |                      |                      |                      |  |  |  |  |  |  |  |  |  |  |  |  |  |  |  |  |  |  |  |  |  |  |  |  |  |  |  |  |  |  |
|  |  |  |  |  |  |  |  |  |  |  |  |  |  |  |  |  |  |  |  |  |  |                 |                 |                 |                 |                 |                 |  |  |                  |                  |                  |                  |                  |                  |  |  |        |        |        |        |        |        |  |  |                      |                      |                      |                      |                      |                      |  |  |  |  |  |  |  |  |  |  |  |  |  |  |  |  |  |  |  |  |  |  |  |  |  |  |  |  |  |  |
|  |  |  |  |  |  |  |  |  |  |  |  |  |  |  |  |  |  |  |  |  |  | Domeric         | Domeric         | Domeric         | Domeric         | Domeric         | Domeric         |  |  | Donella Hornwood | Donella Hornwood | Donella Hornwood | Donella Hornwood | Donella Hornwood | Donella Hornwood |  |  | Ramsay | Ramsay | Ramsay | Ramsay | Ramsay | Ramsay |  |  | Jeyne Poole          | Jeyne Poole          | Jeyne Poole          | Jeyne Poole          | Jeyne Poole          | Jeyne Poole          |  |  |  |  |  |  |  |  |  |  |  |  |  |  |  |  |  |  |  |  |  |  |  |  |  |  |  |  |  |  |
|  |  |  |  |  |  |  |  |  |  |  |  |  |  |  |  |  |  |  |  |  |  | Domeric         | Domeric         | Domeric         | Domeric         | Domeric         | Domeric         |  |  | Donella Hornwood | Donella Hornwood | Donella Hornwood | Donella Hornwood | Donella Hornwood | Donella Hornwood |  |  | Ramsay | Ramsay | Ramsay | Ramsay | Ramsay | Ramsay |  |  | Jeyne Poole          | Jeyne Poole          | Jeyne Poole          | Jeyne Poole          | Jeyne Poole          | Jeyne Poole          |  |  |  |  |  |  |  |  |  |  |  |  |  |  |  |  |  |  |  |  |  |  |  |  |  |  |  |  |  |  |

Notes
1. ↑  Martin, George R. R. (2011). «Capítulo 32, Reek III». A Dance with Dragons. [S.l.: s.n.] ISBN 978-0553801477
2. 1 2 3  Martin, George R. R. (2011). «Apêndice: Casa Stark». A Dance with Dragons. [S.l.: s.n.] ISBN 978-0553801477
3. ↑  Martin, George R. R. (2011). «Apêndice: Casa Frey». A Dance with Dragons. [S.l.: s.n.] ISBN 978-0553801477
4. ↑  Martin, George R. R. (1999). «Capítulo 28, Bran IV». A Clash of Kings. [S.l.: s.n.] ISBN 0-553-10803-4
5. ↑  Martin, George R. R. (2011). «Capítulo 37, The Prince of Winterfell». A Dance with Dragons. [S.l.: s.n.] ISBN 978-0553801477
6. ↑  Ramsay marries Sansa Stark in the television adaptation Game of Thrones.

### Série de televisão

#### 2ª temporada (2012)
Roose Bolton jura lealdade ao Rei do Norte Robb Stark e serve como chefe do conselho de guerra,mas é admoestado por Robb quando sugere que os prisioneiros do exército Lannister sejam esfolados vivos para obter informação. Quando Theon Greyjoy trai os Stark e captura Winterell junto com os soldados das Ilhas de Ferro, Roose traz a noticia para Robb e oferece que seu bastardo Ramsay Bolton e tropas de Dreadfort sejam enviadas para retomar o castelo.

#### 3ª temporada (2013)

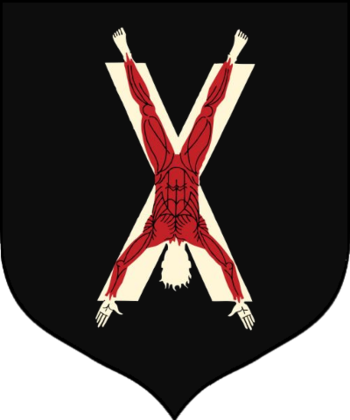
Brasão de armas da Casa Bolton na série de TV.

Depois da chegada do exército do Norte a   Harrenhal, Roose entrega a Robb uma carta de Ramsay dizendo que os Homens de Ferro saquearam Winterfell antes de fugirem. Robb ordena a Roose e suas forças que permaneçam em Harrenhal enquanto o resto do exército se dirige a Riverrun. Um dos homens-de-armas de Roose, Locke, captura Jaime Lannister e sua escolta Brienne de Tarth, amputando a mão direita de Jaime no caminho, antes de trazer os dois até Harrenhal. Roose concorda em deixar Jaime se ir mas mantém Brienne como refém, mas Jaime depois volta para resgatá-la. Ele então se encontra os Stark, Robb e sua mãe Catelyn, nas Gêmeas, para o casamento Edmure Tully e Roslin Frey; o evento, porém, é uma armadilha para os Stark, já que Roose e Walder Frey se aliaram a Tywin Lannister, que são assassinados junto com seu homens, com Roose degolando pessoalmente Robb Stark. Como parte da nova aliança Bolton-Frey, ele concorda em se casar com uma das filhas de Frey, Walda, "A Gorda" – Walder Frey havia oferecido a ele o peso da escolhida em prata como dote, então ele escolheu a mais gorda das filhas. Depois do massacre, Roose sugere a Walder que sua traição a Robb foi motivada pelo ressentimento em ter seu conselho ignorado por ele; também revela que seu bastardo, Ramsay, saqueou Winterfell, esfolou viva a guarnição da fortaleza e tomou Theon Greyjoy como seu prisioneiro por diversão. Como recompensa por sua traição aos Stark, Roose é feito Guardião do Norte por Tywin Lannister.

#### 4ª temporada (2014)
Com os Homens de Ferro mantendo Moat Cailin, a fortificação que barra a passagem entre o Norte e o resto de Westeros, Roose é obrigado a voltar disfarçadamente ao Norte. Depois que chega a Dreadfort, ele castiga Ramsay por ter castrado Theon e enviado termos de rendição aos Greyjoys sem sua aprovação, enquanto o lembra de sua filiação bastarda. Insultado, Ramsay mostra como efetivamente ele quebrou Theon moral e fisicamente, transformando-o em "Reek" (Fedor), um pobre apavorado e submisso que o barbeia com uma navalha afiada sem tentar degolá-lo. Ele também convence "Reek" a contar como mentiu sobre as mortes dos filhos pequenos de Ned Stark, Bran  e Rickon, quando tomou Winterfell. Depois de Ramsay dizer que os lordes do norte se voltarão contra os Bolton se descobrirem que ainda existem homens Stark vivos, Roose dá a Locke a missão de caçar os meninos e matar Jon Snow, o meio-irmão bastardo de Robb que serve na Patrulha da Noite, na Muralha. Roose também envia Ramsay e "Reek" para tomar Moat Cailin dos Homens de Ferro e quando Ramsay é bem-sucedido, ele o presenteia com um decreto real que o legitima como um Bolton e como seu herdeiro.

#### 5ª temporada (2015)
Depois da morte de Tywin Lannister e de Ramsay matar uma família de vassalos desobedientes, Roose manipula politicamente para manter sua posição de líder entre os descontentes lordes do Norte, arranjando o casamento entre Ramsay e Sansa Stark, supostamente a única sobrevivente da Casa Stark. Fazendo isso, Roose acredita assegurar também uma aliança com as forças do Vale de Arryn e seu protetor, Petyr Baelish, o "Mindinho', sem saber que Baelish pretende ver a derrota dos Bolton pelo exército de Stannis Baratheon que se aproxima, antes de exterminar os restos do vencedor da batalha com os Cavaleiros do Vale. Depois de Ramsay atormentar Sansa fazendo Theon, que ela odeia por imaginar que ele matou seus irmãos menores, servir-lhes o jantar, Roose anuncia que ele e Walda estão esperando um bebê; depois, privadamente, ele assegura a Ramsay que sua condição de herdeiro está mantida e o pede para ajudar na batalha contra Stannis. Ramsay e alguns homens então fazem um ataque comando de surpresa ao acampamento de Stannis queimando todas as provisões de seus exércitos e soltando seus cavalos. Com os suprimentos destruídos e muitos homens perdidos por deserção, Stannis é facilmente derrotado pelos Bolton e depois morto por Brienne de Tarth, que o encontra ferido no campo de batalha. Porém, no rescaldo da batalha em frente a Winterfel, Theon e Sansa escapam de Ramsay pulando das muralhas, enfraquecendo a posição dos Bolton no Norte.

#### 6ª temporada (2016)
Apesar da vitória sobre Stannis Baratheon, Roose avisa Ramsay que algum dia o Norte terá que enfrentar os Lannister e o critica por ter deixado Sansa e Theon escaparem, já que Sansa é crucial para a unificação do Norte. Ele deixa implícito que se Sansa não for recuperada, a posição de Ramsey como herdeiro dos Bolton pode ser ameaçada pelo bebê de Walda. Pouco depois, é anunciado que Walda deu à luz um menino. Quando sabe da notícia pelo pai, Ramsay imediatamente mata Roose esfaqueando-o no estômago e tranca Walda e o bebê em seu canil para serem devorados vivos por seus esfomeados cães selvagens, o que o deixa como o único herdeiro vivo da Casa Bolton.